# Stirpe

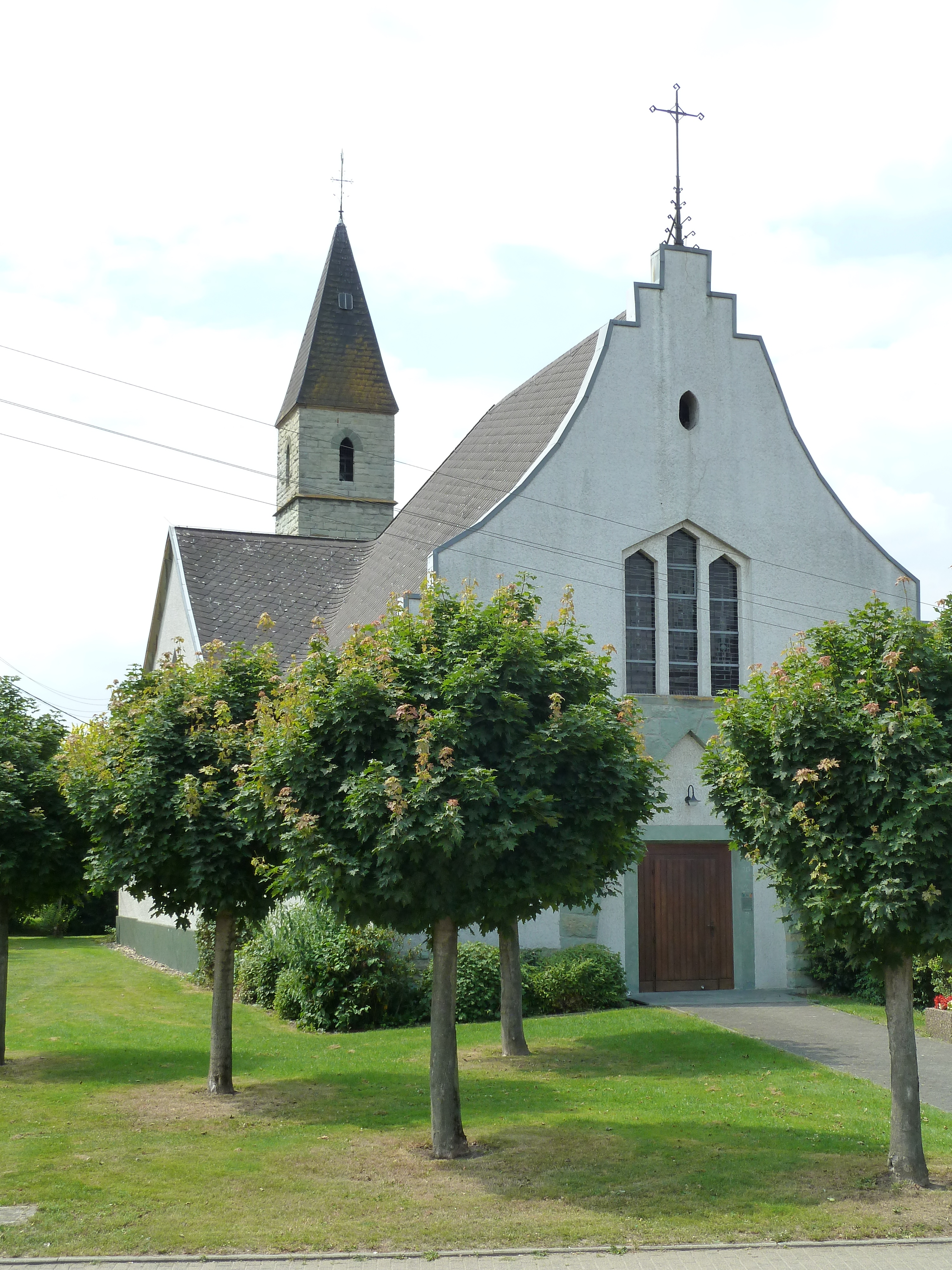
Kapelle St. Agatha in Stirpe

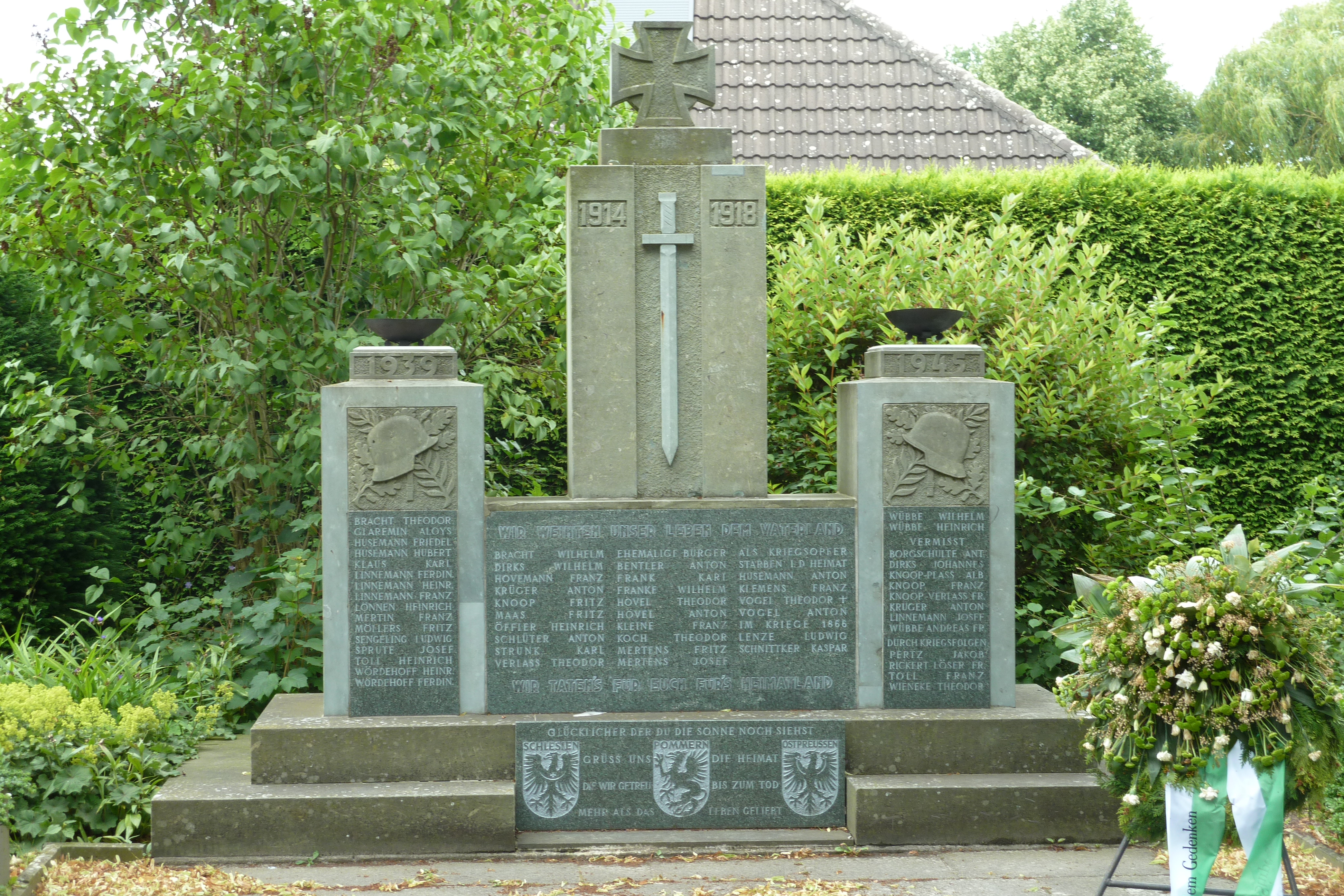
Kriegerdenkmal in Stirpe

Stirpe ist der zweitgrößte Stadtteil der Stadt Erwitte im Kreis Soest in Nordrhein-Westfalen.

## Lage
Stirpe liegt etwa zwei Kilometer westlich von Erwitte und sechs Kilometer südlich von Lippstadt.

## Geschichte
Im Jahre 1265 wird Stirpe als Stederdorp erstmals urkundlich erwähnt, als die Äbtissin Agnes von Meschede dem Kloster Benninghausen Güter des Ortes schenkte. Nordwestlich befand sich die abgegangene Burg Brockhof.
Bis zum Ende des Zweiten Weltkrieges war Stirpe überwiegend landwirtschaftlich geprägt. Am 1. Januar 1975 wurde die bis dahin selbstständige Gemeinde Stirpe im Zuge der kommunalen Neugliederung in Nordrhein-Westfalen ein Ortsteil der Stadt Erwitte.

## Ortsvorsteher
Michael Andreas Peitz (CDU)

## Kapelle
Die Kapelle St. Agatha ist im Wesentlichen in zwei Bauabschnitten entstanden. Im Jahr 1895 wurden Turm, Chor und Umfassungsmauern des Querhauses in Bruchstein erbaut. Letzteres wurde wahrscheinlich 1922 expressionistisch eingewölbt. 1928 wurde das Kirchenschiff hinzugefügt und das Querhaus dem Neubau angeglichen. Der spätbarocke Hochaltar, ein sogenannter Tabanakelaltar, wurde zwischen 1730 und 1740 geschaffen. Er ist mit aufgesetzten Ornamenten, Rankenkammen und Bandwerk geschmückt und zeigt die Madonna mit Kind und eine Weltkugel, sowie den Hl. Josef mit den Jesusknaben. Gekrönt wird er von der Hl. Agatha, der Kapellenpatronin.

## Feste
Eine Woche nach Pfingsten findet in Stirpe das alljährliche Schützenfest statt.